# Connie Francis
Pour les articles homonymes, voir Francis.
Ne doit pas être confondu avec Connie Stevens.
Concetta Franconero, dite Connie Francis, est une chanteuse américaine née le 12 décembre 1937 à Newark (New Jersey) et morte le 16 juillet 2025 à Pompano Beach (Floride).
Notamment active à la fin des années 1950 et au début des années 1960, elle est connue pour ses nombreux disques d'or, ses classements internationaux et son habileté de chanter dans plusieurs langues. Elle est notamment connue pour son titre Pretty little baby sorti en 1962.

## Biographie

### Jeunesse
Concetta Rosa Maria Franconero naît à Newark dans le New Jersey, dans une famille italo-américaine. Elle apprend vite à jouer de l'accordéon. Elle fait sa première apparition télévisée à 10 ans. À partir de l'âge de 11 ans, elle participe à l'émission de variétés Startime et ce pendant plusieurs années.

### Carrière
En mai 1955, Connie Francis enregistre sa première chanson, Freddy, pour MGM : c'est le début d'une longue collaboration avec MGM avec qui elle enregistre 35 chansons qui se placent dans le top 40 américain entre 1958 et 1964. Son plus grand succès, alors qu'elle n'a que 19 ans, est une reprise de Who's Sorry Now?, une chanson qui a déjà eu son heure de gloire en 1923 (une suggestion de son père).
En 1961, elle débute comme actrice dans Where the Boys Are dont elle chante la chanson-titre.
Elle enregistre plus de soixante 33 tours, trois bandes originales de films, des chansons country. Dès 1967, elle part chanter pour les troupes américaines au Viêt Nam. Elle enregistre beaucoup de ses succès dans d'autres langues que l'anglais, ce qui lui permet de connaître le succès dans de nombreux pays.
Le 8 novembre 1974, après un concert au Westbury Music Fair dans la banlieue de New York, Connie Francis est victime d'un viol avec tentative d'étouffement et coup de couteau dans son hôtel, le Howard Johnson's Lodge situé sur l'autoroute Jericho Turnpike à Long Island ; elle ne se remettra jamais de ce coup de couteau. Elle abandonne alors son métier jusqu'en 1981, à l'exception d'un album de ses précédents succès en 1977.
Connie Francis a obtenu sa dernière chanson du top 10 en 1962, parmi les 40 en 1964, et parmi les 100 en 1969.

### Vie privée
En 1956, Bobby Darin et Connie Francis se sont rencontrés après que leur manager, George Scheck, a organisé l'enregistrement pour Connie d'une chanson que Bobby avait écrite. Ils furent en couple. Cependant, les parents de Connie désapprouvent Bobby et, un soir, après un rendez-vous galant, Connie trouve ses valises prêtes qui l'attendent sur le perron. Bobby la demande en mariage presque immédiatement. Lorsque son père apprend les fiançailles, il fait irruption aux répétitions du Jackie Gleason Show (en) avec une arme à feu et menace de tirer sur Bobby, qui parvient à s'échapper par la fenêtre. Bobby et Connie discutent brièvement après le spectacle, mais se séparent. Pendant quatre mois en 1956, Bobby et Connie entretiennent une correspondance secrète, composée de lettres d'amour. Bobby Darin conserva ces lettres jusqu'à sa mort, puis les vendit aux enchères. Elles furent ensuite rendues à Connie Francis.
En 1964, elle a brièvement épousé Dick Kanellis, attaché de presse et directeur des divertissements de l'hôtel Aladdin.
En janvier 1971, elle épouse Izzy Marion, propriétaire d'un salon de coiffure, et divorce 10 mois plus tard.
En 1973, Connie Francis se marie pour la troisième fois avec Joseph Garzilli, restaurateur et propriétaire d’une agence de voyages ; ils divorcent en 1977,. Ils ont adopté un fils, Joseph Garzilli Jr.
Le 27 juin 1985, Connie Francis épouse le producteur de télévision Bob Parkinson, ils divorcent la même année.
Le 22 janvier 2022, dans une publication Facebook, Connie Francis annonce la mort de Tony Ferretti, « mon seul compagnon des 18 dernières années ». Le 13 février, une vidéo mise en ligne sur sa chaîne YouTube montre Connie et Tony interprétant un duo de la chanson « You Made Me Love You ».

### Mort
Connie Francis meurt le 16 juillet 2025 à l'âge de 87 ans à Pompano Beach en Floride.

### Connie Francis chant en français (au Canada)
Dans l’éclatante et éblouissante carrière internationale, Connie Francis a chanté en plus ou moins neuf langues, parfois, que pour des versions ou des singles, mais aucuns 33 tours complets. Elle a chanté notamment en : allemand, anglais, espagnol, français, grec, hébreu, italien, japonais, portugais, suédois, yiddish, …
Dans la langue de Molière, Connie a très souvent interprété la traduction des ses chansons : Je sais qu’un gars (Where the boys are), Décidément (Tonight my night), Personne (No one), Jamais (La Paloma), L’hiver sera long pour moi sans toi (Blue winter), etc. et parfois, que quelques phrases seulement, tel que Milord, Lili Marlene, Les bicyclettes de Belsize, etc.
Pour notre grand bonheur, Connie a magnifiquement interprété de très grands succès français : Et maintenant (What now my love), La mama, La vie en rose, Mon cœur est un violon (Love is like a violin), Milord, Lili Marlene, I will wait for you   (Les parapluies de Cherbourg), etc.
En vinyles, nous retrouvons parfois en format 45 ou 33tours plusieurs chansons, pourtant Connie n’a jamais fait un album complétement en français uniquement. Sur ces albums nous retrouvons :
- En suivant mon cœur (titre aussi de l’album) (soundtrack from Follow the boys)  - C’est bon quand on s’aime - Paradiso - Pourquoi partir - L’amour est un cadeau du ciel - Toutes les étoiles - Personne (1963, MGM HIGH FIDELITY, # LSLP .2(C), Canada)
- Décidément (titre aussi de l’album) - Oh oui j’en ai rêvé - Danke Schoen - Toutes les étoiles - Quand je te regarde - Mon cœur est un violon (1964 environ, MGM records, # LSLP-3, Canada)
- Jamais (titre aussi de l’album) - Celui que je veux - Mr Twister - La seule qui t’aime - Lili Marlene - Mon cœur est un violon - Faut pas faire ça (1961, MGM HIGH FIDELITY, # LSF-LP-1, Canada)
- Sings the all time international hits (titre de l’album) Et maintenant (What now my love) - Milord - La vie en rose (1965, MGM HIGH FIDELITY, # E-4298, US)
- Great French & Italian Hits (titre de l’album) - Danke Schoen - Personne au monde - Pourquoi partir - C’est bon quand on s’aime - Je sais qu’un gars - L’hiver sera long pour moi sans toi - Jamais - Et maintenant (1978, POLYDOR, # 2482 453, Canada)
Pour les versions de ses chansons en français, sous le médium cd-laser, les francophones ne sont pas choyés. Par contre, dans les années 2000, la série en version laser [format cd’s] de « Chansons Retrouvées », il y figurait cinq chansons de Connie : Celui que je veux [volume 2, plage 8], Jamais [volume 7, plage 23], La seule qui t’aime [volume 6, plage 9], Paradiso [volume 1, plage 7], et Toutes les étoiles [volume 8, plage 10]. Ces succès parurent sur XX1-21 Productions Inc. XX1-CD, sous le format compilation au Québec en édition limité.
Par ailleurs, sur le cd « Connie sings in nine languages » [2014], il y a parait quatre chansons restaurées, toujours en français :  Mr Twister [plage 4], Jamais (La Paloma) [plage 11], Mon cœur est un violon (Love is like a violin) [plage 12], Celui que je veux (Someone else’s boy) [plage 16]. [Référence : 2014, Easy Listening, SEPIA Records Limited, # 1249, Made in United Kingdom]
Selon un calcul sommaire, il semblerait que Connie a enregistré autour de 33 chansons en français.

## Liste complète de ses Top 10 (tous avec MGM de 1958 à 1962)
Les chansons suivies d'un astérisque ont été classées premières.
- 1957 :
  - Who's Sorry Now ? (en)
- 1958 :
  - Stupid Cupid
  - My Happiness
- 1959 :
  - Lipstick on Your Collar (en)
  - Frankie (en)
  - Among My Souvenirs (en)
- 1960 :
  - Mama (ou Mamma)
  - My Heart Has a Mind of Its Own (en) *
  - Everybody's Somebody's Fool (en) *
  - Many Tears Ago (en)
- 1961 :
  - Where the Boys Are (en)
  - Breakin' in a Brand New Broken Heart (en)
  - Together (en)
  - When the Girl in Your Arms Is the Girl in Your Heart (en)
- 1962 :
  - Don't Break the Heart That Loves You (en) *
  - Second Hand Love (en)
  - Vacation (en)

## Utilisations de ses chansons
Dans le film 2046 de Wong Kar-wai, elle interprète Siboney, une chanson cubaine d'Ernesto Lecuona/Theodora Morse, rendue célèbre par Xavier Cugat.
La chanson Where the Boys Are est présente dans le film Big Time Adolescence (2019) de Jason Orley.